# Ari Lasso
Ari Lasso, właśc. Ari Bernardus Lasso (ur. 17 stycznia 1973 w Madiun) – indonezyjski piosenkarz, dawny wokalista zespołu Dewa 19.

## Życiorys
W czasie nauki w szkole średniej założył zespół Outsider. Następnie ukończył studia ekonomiczne na uczelni Universitas Airlangga. Ostatecznie wszedł w skład zespołu Dewa 19. 
Począwszy od wydania trzeciego albumu zespołu Dewa 19, Lasso intensywnie zażywał narkotyki. Uzależnienie od narkotyków doprowadziło do osobistej decyzji o odejściu z zespołu w 2001 roku. W celu przezwyciężenia uzależnienia udał się na terapię i próbował metod medycyny alternatywnej; był również hospitalizowany i izolowany w domu. Wszystkie te wysiłki nie przyniosły skutku. Po tym, jak obiecał swojej umierającej matce, że pokona nałóg, stał się bardziej nieugięty w próbach wyzdrowienia i ostatecznie odniósł sukces.
Jego pierwszy solowy album okazał się komercyjnym sukcesem. Album Sendiri Dulu sprzedał się w nakładzie ponad 500 tys. kopii. Dwa lata później wydał album Keseimbangan, którego sprzedaż wyniosła 800 tys. egzemplarzy. W 2004 roku ukazał się album Kulihat Kudengar dan Kurasakan. Dwa spośród jego utworów wykorzystano w filmie Mengejar Matahari (W pogoni za słońcem).

## Dyskografia
- Sendiri Dulu (2001)
- Keseimbangan (2003)
- Kulihat Kudengar dan Kurasakan (2004)
- Selalu Ada (2006)
- The Best of (2007)
- Yang Terbaik (2012).

Z zespołem Dewa 19
- Dewa 19 (1992)
- Format Masa Depan (1994)
- Terbaik (1995)
- Pandawa Lima (1997)